# Appenzeller Sennentracht

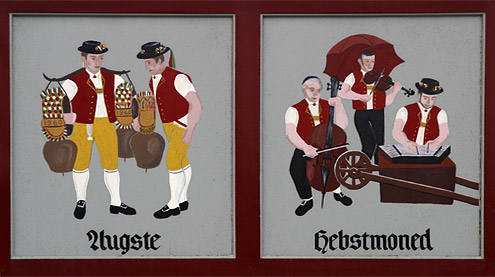
Bildtafel an einer Hauswand in Appenzell. Links die Sennentracht mit den gelben Kniehosen, rechts die Bauerntracht mit den langen braunen Hosen.

Die Appenzeller Sennentracht ist eine Männertracht der Schweiz. Sie wird an Festtagen wie Alpaufzug, Jodelaufführungen, Hochzeiten, an der Konfirmation und an Diplomfeiern von Sennen im Appenzellerland und in leicht veränderter Form im Toggenburg getragen.

## Bestandteile
Die leicht erkennbare Tracht besteht im Wesentlichen aus leuchtend gelben Hosen, einem weissen Hemd, einer scharlachroten Weste und einem breitrandigen schwarzen Hut. Dazu werden weisse Strickstrümpfe und schwarze Schnallenschuhe getragen.

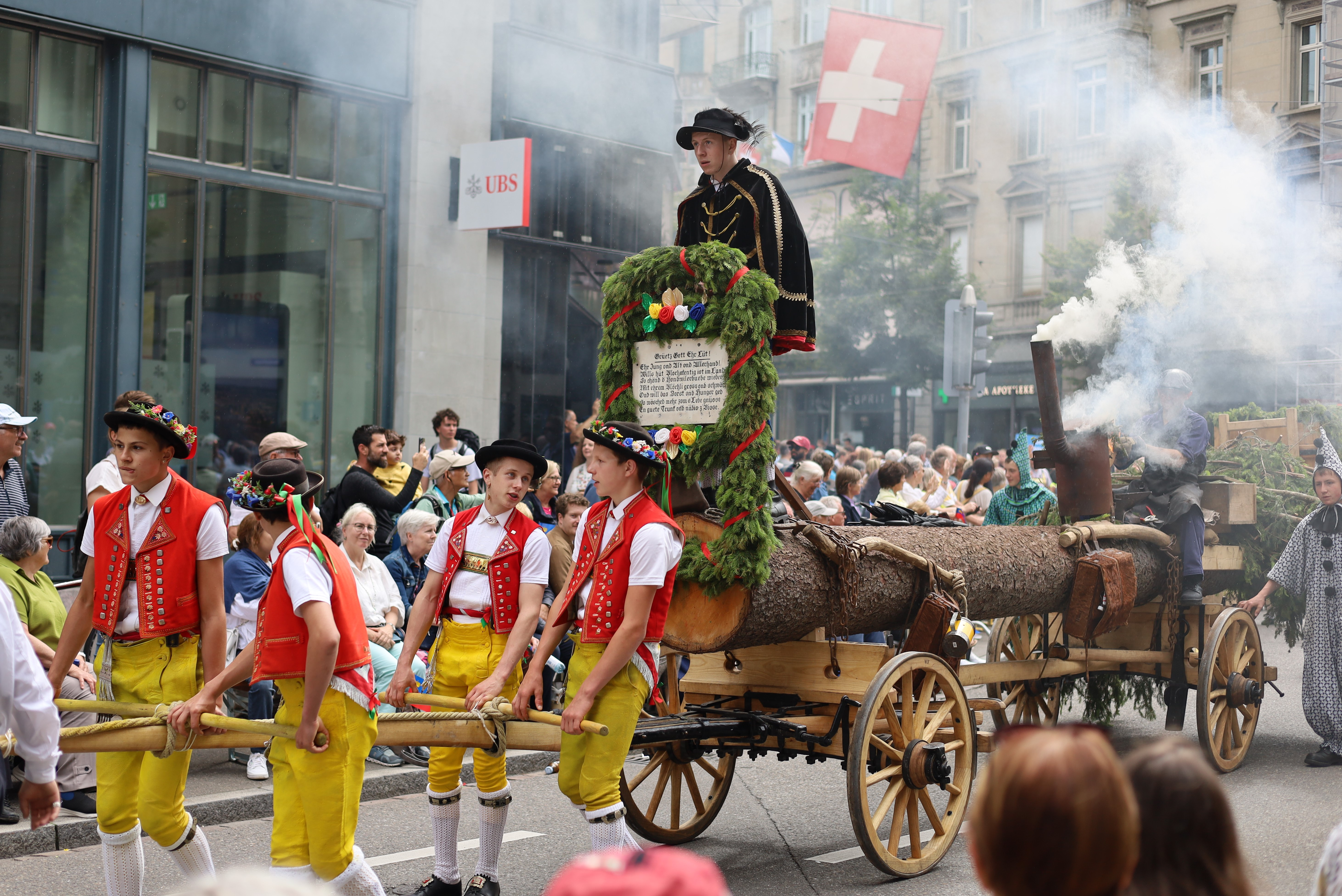
Buebetracht - Am Eidgenössisches Trachtenfest 2024

Wichtig sind dabei die Einzelheiten:
- Die Hosen: gelbe Kniehosen aus Leder für Sennen, lange braune Hosen aus Tuch oder Halbleinen für Bauern. Beide Hosen haben keinen Hosenschlitz, sondern einen viereckigen Latz, der mit Knöpfen am Bund verschlossen wird (Ladehose).
- Zu den Hosen gehört eine Chüelibroscht (Kühlein-Brust): schwarze, lederne Hosenträger, die einen reichen Messingbeschlag mit Rosetten, Kühen und Sennen aufweisen.
- Das Hemd hat eine Doppelbrust, ist mit Weissstickerei verziert und hat kurze Puffärmel.
- Die offen getragene scharlachrote Weste (Broschttuäch oder Liibli) hat einen kleinen Stehkragen, bestickte Revers und zwei Reihen Silberknöpfe.
- Die Strickstrümpfe sind unter dem Knie mit schwarzen Lederriemen gebunden.
- Die Schuhe sind schwere Halbschuhe mit silbernen Schnallen.
- Statt einer Krawatte wird ein roter Knopf mit einer vergoldeten Silberbrosche getragen.
- Der Sennenfetzen, ein grosses, mit Bildern und Sprüchen bedrucktes Taschentuch, wird zum Dreieck gefaltet bei den gelben Hosen um die Hüfte getragen.
- Dazu gehört beim Viehtrieb ein breitrandiger, blumengeschmückter Filzhut.

Zur Tracht gehört ein für Männertrachten ungewöhnlich reicher Schmuck:
- eine sechs- bis achtfache silberne Uhrenkette, am Ende mit alten Münzen und Miniaturgeräten verziert
- eine vergoldete Silberbrosche am Kragenknopf
- ein breiter silberner Fingerring mit kleinen Kuhfiguren (Sennäring)
- am rechten Ohr eine kleine goldene Kelle (Ohrschuefe).

Bei den Toggenburgern zusätzlich
- eine silberne Halskette mit Uhrschlüssel und kleinen Kuhfiguren
- eine silberne Filigranbrosche am Hut

Unerlässlich sind auch das silberbeschlagene Lindauerli (in Innerrhoden Lendaueli genannt), eine Tabakpfeife mit Deckel und dazu ein Tabaksäckel aus weissem Leder mit Messingbeschlag am runden Boden, den sogenannten Backseckel, zu dem ein (manchmal kunstvoll geflochtener) Draht gehört, der sogenannte Pfiifestier, der an einem Lederbändel dekorativ aus den Hosentaschen des Eigentümers hängt und der der Reinigung des Lindauerli dient.

## Geschichte
Die Sennentracht bildete sich in dieser Form im 19. Jahrhundert heraus. Sie ist bis heute lebendiger Volksbrauch, ohne Unterstützung eines Trachtenvereins. Die Toggenburger Sennentracht unterscheidet sich sowohl von der Ausserrhoder als auch von der Innerrhoder Sennentracht, jedoch sind die Unterschiede bei den Männertrachten recht gering. 
Nach wie vor wird immer noch recht streng auf die korrekte Zusammenstellung der Trachten geachtet. Dieses detailgetreue Beibehalten ist mit ein Grund, warum dieses Volksbrauchtum im Appenzellerland und im Toggenburg bis heute noch so stark verwurzelt ist.

## Quelle
- Franz Auf der Maur: Bergtäler der Schweiz. Birkhäuser, Basel 1986.